# カシオペヤ座V509星
カシオペヤ座V509星（カシオペヤざV509せい、V509 Cassiopeiae、V509 Cas）またはHR 8752は、カシオペヤ座に2つ存在が知られている黄色極超巨星の一つ（もう一つは、カシオペヤ座ρ星）である。本項では以下、「HR 8752」と表記する。
HR 8752は、年周視差を基に推定すると、地球からおよそ16,000光年離れたところにあると考えられる。細分類がSRDとなる半規則型の脈動変光星に分類され、視等級は過去に6等から4.6等まで変化しており、最近は5.3等前後で安定している。大規模な質量放出を起こしつつ急激に状態が変化しており、1960年代と1990年代の星の質量を推定すると、その間に太陽質量の8割に相当する物質を失ったとみられる。
HR 8752は連星系を形成しており、伴星は、高温のB型主系列星である。

## 観測

### 明るさ
HR 8752は、肉眼でもみることができる明るさだが、バイエル名やフラムスティード名はなく、19世紀より前の主要なカタログにも記載がない。確実な記録で最も早いのは、ラドクリフ天文台の恒星カタログや、ボン掃天星表で、1840年代の観測によって6等級と記されており、それ以前は6等級より暗かったのではないかと予想される。
HR 8752は、およそ1年の時間尺度で0.2等級程度とわずかに変光している一方、より長い時間尺度でみると、平均的な明るさが徐々に上昇し、1950年代には5.0等級に達した。1973年までの観測の中で、4.75等級まで明るくなったことが記録されているが、1964年より後の記録は観測日が明らかでないので、正確にいつこの明るさになったかは明らかでない。以降は、より密に観測が行われており、1976年に極大等級の4.6を記録すると、1年も経たずに4.9等へ減光、以後10年間は4.7から4.9等の間で推移していた。1980年代後半以降、また徐々に暗くなってゆくと共に、0.1等級以下の不規則な変光が上乗せされ、2001年以降は5.3等級程度で安定している。1972年には、変光星として変光星総合カタログに登録され、変光星の命名規則に従って「カシオペヤ座V509星」という名称が付けられた。
歴史上の記録では、945年、1264年にカシオペヤ座でみられた「新しい星」が、以前にHR 8752が増光した際の記録に相当する可能性があるが、これは推測の域を出ない。

### スペクトル
HR 8752の分光観測は、1世紀にわたって定常的に行われている。初期の観測では、スペクトルは時間と共に変化していないとみられており、UBVシステムの開発当初はスペクトル型がG0 Iaの標準星として扱われていた。
HR 8752の色は、色指数B-Vによって分析されている。星間赤化を考慮したB-Vの数値は、初期には0.6以下だったが、徐々に上昇、つまり赤くなってゆき、1970年代には1程度まで赤化、その後B-Vは低下、つまり青くなってゆき、1990年代後半には0.02まで下がって、以降はその状態を維持している。また、1980年代以降の密な観測から、全体としての青化以外に、数百日単位でB-Vが0.2程度変動していることが示されている。
スペクトル型も、明るさや色指数と同じような傾向で変化し、20世紀前半にG型超巨星だったものが、1973年にはK型として観測され、翌年にはG型に戻り、1990年代にはF型、2000年代にはA型になったとみられる。このような色やスペクトル型の変化は、恒星表面や恒星風の温度が変化したことを示している。
HR 8752のスペクトルには、いくつか特徴的な成分がある。代表的なものが、電離した窒素や、はくちょう座P型輪郭がみられる水素原子のHα線、ヘリウム原子などである。電離窒素の禁制線は、1961年に発見されたが、当初はなぜ窒素が電離するのか謎だった。後に、伴星が発見されたことで、その理由が明らかになった。Hα線の輪郭は、はくちょう座P型や、二重・三重輝線など、複数の形態を繰り返し示すことがわかっている。その複雑な変化の原因は明らかになっていないが、吸収線成分の視線速度の変化から、恒星から爆発的に放出された物質、或いは恒星風が、加速度的に膨張していることが示唆される。

## 物理的特徴
HR 8752は、脈動変光星の一種に分類されているが、周期の規則性は弱く、変光幅も小さく、脈動によって星の大きさや温度が大きく変動するというよりも、不安定性の高い星のような振る舞いをしており、星の進化に関係したより大規模な変化がまさに進行している状態とみられる。
温度は、星の色やスペクトルの観測からある程度正確に推定されている。計算された有効温度は、1900年頃が5,000-5,500K、その後も暫くは5,000K程度で推移し、1960年代に光度は太陽のおよそ243,000倍、半径は太陽のおよそ680倍と推定された。
その後、1973年にHR 8752は急激に温度が変化し、一時は4,000K程度まで低下したが、短期間で元に戻った。その後、1976年に極大光度を迎えた頃には、光度が太陽のおよそ400,000倍、半径が太陽のおよそ910倍であったと推定される。また、温度が低下した時の表面重力は、log g = -2 g/cm2にもなった可能性があるとされ、これは地球表面での重力の10万分の1程度に過ぎず、星の表層の物質は、放射圧に抗しきれずどんどん吹き飛ばされていたことが推測された。極大から光度が低下した後は、光度が太陽のおよそ320,000倍、半径は太陽のおよそ780倍となっている。
1985年頃、それまで比較的安定していたHR 8752の温度は上昇傾向を示し始め、後を追うように光度が低下していった。2001年には温度が8,000K程度まで上昇し、明るさは下げ止まった。また、1996年頃の推定で、光度は太陽のおよそ213,000倍、半径は太陽のおよそ400倍になっている。それ以降の星の物理的性質は、安定している。表面重力も、温度や等級の変動が収まったのと同時期に、log g = 1 g/cm2と明るい超巨星としては普通の値に戻っている。
この数十年にHR 8752がみせた劇的な変化は、黄色極超巨星が進化の上で通過する非常に不安定な状態を経験したことを意味している。
スペクトルから推定した、HR 8752の金属量は、ほぼ太陽の金属量と同じとなっている。

## 進化段階

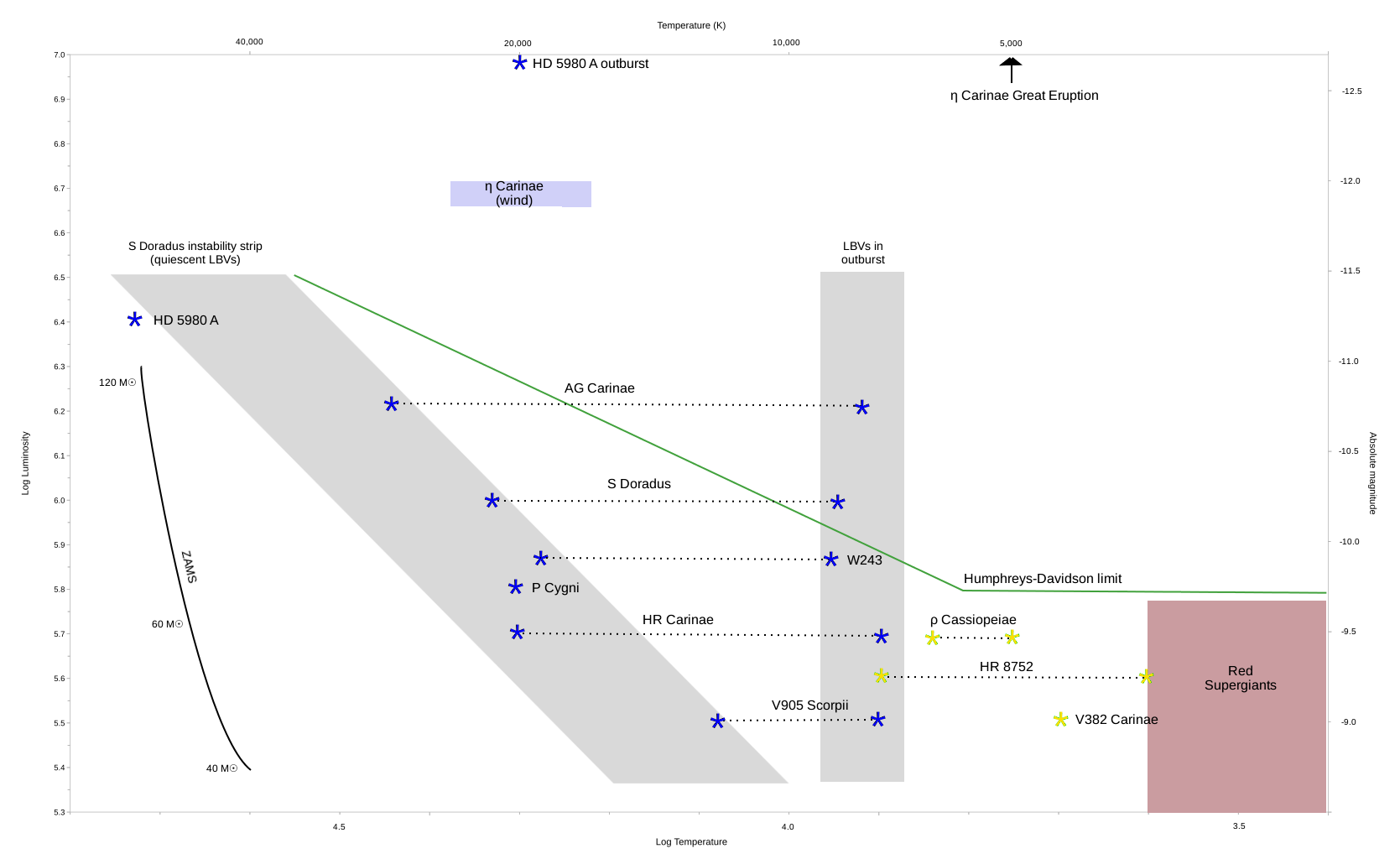
HR図上でのHR 8752の位置を、他の黄色極超巨星や高光度青色変光星と併せて表示。

1973年よりも前、HR 8752はG型の黄色極超巨星とされていた。1973年からの急激な変動を経て、現在はA型星で落ち着いている。
HR図上で、HR 8752が位置する辺りは、「イエローボイド（yellow void）」と呼ばれる星が殆ど存在しない領域の低温側の縁となっている。零歳主系列（ZAMS）質量が太陽の25-40倍という恒星の進化理論によると、主系列から先に進化する恒星は、イエローボイドを最初に高温側から低温側へ横切り、その後再度高温になるとされる。イエローボイドに星が殆どみられないのは、イエローボイドを横切る恒星の進化が非常に速く、天文学的には一瞬で通り過ぎてしまうためではないかとみられる。
イエローボイドを低温側から高温側に向かって横断するとき、星は大きな不安定性を帯びて、大規模な質量放出現象が起こると考えられる。HR 8752は、イエローボイドの低温側に位置しているが、この数十年の大きな変化を調べた結果、二つある不安定帯のうちの一つを通過していたものとみられる。そして、この変化を恒星の進化理論と合わせて分析した結果、HR 8752の質量は、零歳主系列で太陽の25倍程度で、進化と共にどんどん質量を放出し、現在では太陽の11倍程度の質量になっていると推定される。
大質量星は最終的に、核が崩壊し、超新星爆発を起こして一生を終える。大質量星の中でも初期質量が小さいものは、赤色超巨星を経てII型超新星になると予想される。一方、特に質量の大きい恒星は、ウォルフ・ライエ星を経てIb・Ic型超新星になると予想される。その中間的な質量の恒星は、黄色極超巨星や高光度青色変光星（LBV）を経て、IIb型やIIn型の超新星になると考えられる。HR 8752の質量は、この中間の恒星に該当するとみられ、LBVへ進化した後超新星爆発を起こすのではないかと予想される。

## 連星
HR 8752には、伴星が存在している。伴星は、1978年に国際紫外線天文衛星 (IUE)による紫外線スペクトルの観測から、G型星では説明が付かない紫外超過がみられたことで、発見された。紫外線スペクトルは、有効温度25,000Kとすると最も観測によく合うので、伴星はスペクトル型がB1 Vの恒星で、絶対等級はおよそ-4.5、視等級はおよそ10と推定される。主星からの距離は、大体200AUで、公転周期は500年程度と予想される。主星から放出された物質が形成する星周殻は、半径1,400AUに達するという見積もりもあり、だとすると伴星は、星周殻の中に埋もれているということになる。HR 8752のスペクトルの特徴である、窒素イオンの禁制線の輪郭は、時間と共に大きく変化しており、この輝線が星周殻と高温の伴星との相互作用によって生じていると考えられることから、輝線の時間変化は伴星の公転に伴う位置関係の変化を反映していると考えられる。